# 대한민국 제15대 대통령 선거 제주도
이 문서는 대한민국 제15대 대통령 선거의 제주도 지역 개표 결과이다.

## 개표 결과

### 제주시
|  | 39.88% |

|  | 39.81% |

|  | 18.21% |

|  | 1.56% |

|  | 0.21% |

|  | 0.19% |

|  | 0.11% |

### 북제주군
|  | 37.87% |

|  | 34.89% |

|  | 24.34% |

|  | 1.32% |

|  | 0.82% |

|  | 0.42% |

|  | 0.31% |

### 서귀포시
|  | 45.94% |

|  | 33.27% |

|  | 18.67% |

|  | 1.22% |

|  | 0.43% |

|  | 0.27% |

|  | 0.17% |

### 남제주군
|  | 40.50% |

|  | 32.06% |

|  | 24.61% |

|  | 1.23% |

|  | 0.76% |

|  | 0.45% |

|  | 0.35% |

## 전체 결과
|  | 40.57% |

|  | 36.59% |

|  | 20.47% |

|  | 1.40% |

|  | 0.45% |

|  | 0.29% |

|  | 0.20% |

새정치국민회의 김대중 후보가 40.57%의 득표율을 기록하면서 제주도에서 승리를 거두었다. 김대중 후보는 이번 선거에서 2위인 김영삼 후보와 5% 이내의 접전을 펼쳤다. 이로써 김대중 후보는 4번의 대통령 선거 중 처음으로 제주도에서 승리를 거두었다.
한나라당 이회창 후보는 36.59%의 득표율을 거두면서 2위를 차지했다. 그동안 보수 후보가 제주도에서 계속 승리를 하였지만 이회창 후보가 2위에 머무르면서 처음으로 보수 정당 후보가 제주도에서 승리하지 못한 선거가 되었다.
국민신당 이인제 후보는 20.47%의 득표율로 3위를 차지했다.

### 주요 후보 결과
| 지역     | 이회창 | 이회창 | 김대중 | 김대중 | 이인제 | 이인제 |
| 지역     | 득표수 | 득표율 | 득표수 | 득표율 | 득표수 | 득표율 |
| -------- | ------ | ------ | ------ | ------ | ------ | ------ |
| 제주시   | 53,153 | 39.81% | 53,254 | 39.88% | 24,317 | 18.21% |
| 북제주군 | 18,519 | 34.89% | 20,105 | 37.87% | 12,921 | 24.34% |
| 서귀포시 | 14,768 | 33.27% | 20,392 | 45.94% | 8,288  | 18.67% |
| 남제주군 | 13,663 | 32.06% | 17,258 | 40.50% | 10,488 | 24.61% |

새정치민주연합 김대중 후보가 제주도 내 모든 지역에서 승리를 거두었다. 특히 김대중 후보는 제주도 남부 지역에서 더 좋은 성적을 얻었으며 서귀포시와 남제주군에서 모두 40% 이상의 득표율을 기록하였다.
한나라당 이회창 후보는 제주도 전 지역에서 2위를 차지했다. 이회창 후보는 상대적으로 제주도 북부 지역에서 더 좋은 성적을 얻었으며 제주시에서는 김대중 후보와 0.1%p 이내의 접전을 펼치기도 했다.
국민신당 이인제 후보는 시 지역에서는 18%대의 득표율에 머물렀지만 군 지역에서는 20% 이상의 득표율을 받았다.

## 같이 보기
- 대한민국 제15대 대통령 선거